# 亞里什泰亞鄉
45°47′N 27°04′E / 45.783°N 27.067°E
亞里什泰亞鄉（羅馬尼亞語：Comuna Jariștea, Vrancea），是羅馬尼亞的鄉份，位於該國東部，由弗朗恰縣負責管轄，面積39平方公里，海拔高度158米，2002年人口4,071，人口密度每平方公里105人。